# Ambloplites ariommus
Ambloplites ariommus một loài cá trong họ cá Thái dương. Đây là loài bản địa Mississippi, Missouri, Arkansas, Louisiana, và Georgia. A. ariommus đạt tối đa ghi tổng chiều dài 30 cm và trọng lượng tối đa ghi nhận được là 820 g..